# Harpactocrates cazorlensis
Harpactocrates cazorlensis là một loài nhện trong họ Dysderidae.
Loài này thuộc chi Harpactocrates. Harpactocrates cazorlensis được miêu tả năm 1986 bởi Ferrández.